# 穆罕默德·本·苏拉耶姆
穆罕默德·本·苏拉耶姆（阿拉伯语：‎，1961年11月12日—），已退役的阿联酋赛车手，目前担任国际汽联主席。

## 教育经历
苏拉耶姆曾就读于美国华盛顿的美利坚大学, 亦曾在英国阿尔斯特大学学习商科。2012年7月，阿尔斯特大学授予苏拉耶姆理学荣誉博士学位，以表彰他在体育、公民领导和慈善方面的贡献。

## 赛车手生涯
苏拉耶姆是阿拉伯世界赛车运动的代表人物，他在30余年的拉力赛生涯中，成为了赛车运动史上最成功的阿拉伯车手之一，获得了14次国际汽联中东拉力锦标赛冠军。在1983年至2002年间，他总共赢得过61场国际赛事的冠军。1991年，苏拉耶姆创办了阿联酋沙漠挑战赛。

## 退役后经历
苏拉耶姆于2005年至2021年间担任阿联酋汽车与旅游俱乐部主席一职。在此期间，他赞助了多家慈善机构并担任阿联酋公路安全大使；支持赛车手及赛车运动官员的教育、培训、研究，以促进赛车运动安全水平的提升。
2008年，苏拉耶姆被国际汽联任命为主管中东地区事务的副主席，成为第一位担任国际汽联副主席的阿拉伯人，并入选了世界汽车运动理事会。他也被视作在2009年促成阿布扎比大奖赛举办的关键人物。苏拉耶姆自2013年6月起担任国际汽联新成立的赛车运动发展工作组的主席，以统筹赛车运动的全球发展计划。2021年12月，苏拉耶姆接替让·托德，当选新一任国际汽联主席。
苏拉耶姆也是阿联酋著名的汽车收藏家，以收藏豪华的超级跑车而闻名，他同时也是经典车运动和汽车遗产保护的支持者。

## 争议
2009年，在雷诺车队于迪拜举行的一次推广活动上，本·苏拉耶姆驾驶雷诺R28 F1赛车与一辆福特GT跑车比赛时撞车。
2024年3月，本·苏拉耶姆被爆出曾在2023年对国际汽联官员施压，要求对拉斯维加斯街道赛道以不安全为由不予拉斯维加斯大奖赛通过安全验证，阻止2023年首届拉斯维加斯大奖赛的举办。同时苏拉耶姆也被匿名举报曾对2023年的沙特阿拉伯大奖赛的比赛结果进行操控。3月5日，国际汽联确认收到两份匿名内部举报信。